# Leistus fulvibarbis
Leistus fulvibarbis — вид турунів, близький до Leistus spinibarbis.

## Опис
Довжина тіла імаго 6,5-8 мм. Жуки темно-коричневі, з синіми металево-блискучими надкрилами. Кінцівки червонувато-жовті.

## Поширення
Номінативний підвид поширений в Європі, Малої Азії та Північній Африці. Підвид Leistus fulvibarbis danieli зустрічається в Італії. Ці туруни мешкають у лісах, чагарниках, зелених насадженнях. У природі Leistus fulvibarbis найчастіше можна зустріти у квітні-червні.